# Шабалинское
Шабалинское — деревня в Слободском районе Кировской области в составе Закаринского сельского поселения.

## География
Находится на расстоянии примерно 23 км по прямой на восток-юго-восток от районного центра города Слободской.

## История
Известна с 1802 года как деревня Шабалинская с населением 32 души мужского пола (13 дворов). В 1873 году в деревне было учтено дворов 15 и жителей 86, в 1905 20 и 144 (для деревень Шабалинская 1-я и Шабалинская 2-я вместе), в 1926 24 и 127 (также вместе), в 1950 24 и 104 соответственно (уже в единой деревне Шабалинское). В 1989 году было учтено 13 постоянных жителей. 

## Население
Постоянное население  составляло 7 человек (русские 100%) в 2002 году, 4 в 2010.